# Guillaume Lemerchier
Guillaume Lemerchier ou Merchier est un théologien, né à Ath le 28 juillet 1572 et décédé le 6 août 1639 à Louvain.

## Biographie
Guillaume Lemerchier était fils de Jean Lemerchier et de Marie Lelouchier. Comme tant d'autres fils de bourgeois, il fait ses premières études au collège d'Ath, puis étudie la philosophie au Collège du Porc à Louvain (1590). Il poursuit ensuite des études de théologie au Collège du pape, sous la direction notamment de Thomas Stapleton (Écriture sainte), de Jean de Lens et Jean de Claire (Clarius) pour la théologie scolastique. Il se forme aussi en hébreu et en grec. Il est ensuite successivement nommé professeur de philosophie sur la deuxième chaire du Collège du Porc (1597) puis sur la première chaire du Collège du Faucon (1600). Il est reçu au Conseil de l'Université le 14 juin 1600. Il succède ensuite à Jean Paludanus comme lecteur de théologie dans l'Abbaye de Sainte-Gertrude de Louvain (1603), et obtient le bonnet de docteur en théologie le 13 septembre 1605. Le 27 septembre 1611, il est nommé professeur royal de théologie par l'archiduc Albert, où il succède à Jean de Claire (Clarius). Il occupe cette chaire pendant 28 ans, jusqu'à sa mort (1611-1639).
Guillaume Merchier a également occupé de nombreuses fonctions administratives : président du Collège d'Houterle (1605), du Petit-Collège (1611) et enfin de l'important Collège du pape (1625-1639). En vertu de sa fonction de professeur de théologie, il devient aussi chanoine de la collégiale Saint Pierre de Louvain, dont il est nommé doyen le 20 mars 1628, succédant à Jacques de Bay (et où il est enterré, sous la pierre sépulcrale de son prédecesseur). Ses privilèges académiques lui confèrent aussi une chanoinie de la Cathédrale Saint-Sauveur de Bruges. Le 1 juillet 1614, il entre dans la Régence de la Faculté de Théologie, en compagne de Johannes Wiggers, qui fut longtemps son principal collègue. Il est à deux reprises élu recteur de l'Université (1610 ; 1630). En 1630, il fait partie de la commission de théologiens chargée de condamner certains propositions de philosophie naturelle du médecin bruxellois Jean-Baptiste Van Helmont. Il mourut le 6 août 1639.
Guillaume Lemerchier avait conservé un profond attachement au Collège d'Ath, et lorsque celui-ci fut menacé par les jésuites, il le défendit énergiquement avec son contemporain Gilles de Bay. Il alla jusqu'à conseiller au magistrat d'infliger une amende de 50 livres aux pères de famille qui enverraient leurs enfants au collège des jésuites.
Il fonda des bourses d'études en faveur de ses parents, des enfants de cœur de Saint-Pierre à Louvain, et des élèves du Collège d'Ath. Il fit aussi des legs à diverses institutions de la ville. Son testament est de 1636.

## Œuvre
Guillaume Merchier n'a guère publié ses cours, au contraire de son collègue de longue Johannes Wiggers. Il n'a publié que la partie consacrée à la "tertia pars" de la Somme théologique de Thomas d'Aquin (1630). On a également conservé de lui de nombreux avis en tant que théologien, ainsi que des nombreux poèmes.

## Œuvres
- Commentarius in tertiam partem sancti Thomæ Aquinatis, a quæstione 60, de sacramentis, censuris, irregularitate, indulgentiis, purgatorio, et extremo judicio (Louvain, 1630)